# Fernande Bochatay
Pour les articles homonymes, voir Bochatay.
Fernande Bochatay, née le 23 janvier 1946 aux Marécottes, est une skieuse alpine suisse. Elle est médaillée de bronze en slalom géant lors des Jeux olympiques d'hiver de 1968 et compte sept podiums dont trois victoires en Coupe du monde.

## Biographie
Fernande Bochatay entre dans l'équipe suisse de ski alpin en 1963, à l'âge de 17 ans. Elle participe aux Jeux olympiques d'hiver de 1964 à Innsbruck où, plus jeune skieuse de l'équipe suisse, elle termine neuvième du slalom géant. Elle est quatrième du slalom de l'Arlberg-Kandahar à Sankt Anton en 1965 puis participe aux Championnats du monde de 1966 à Portillo, au Chili. Elle monte pour la première fois sur le podium en Coupe du monde à Oberstaufen, où elle est deuxième du slalom et troisième du slalom géant en janvier 1967. Elle remporte le slalom géant d'Oberstaufen et le slalom de Saint-Gervais et termine troisième du slalom géant de Grindelwald l'année suivante. Aux Jeux olympiques d'hiver de 1968 organisés à Grenoble, qui comptent également comme Championnats du monde, elle est septième de la descente puis remporte la médaille de bronze du slalom géant derrière la Canadienne Nancy Greene et la Française Annie Famose. Elle obtient sa troisième victoire en Coupe du monde lors du slalom géant d'Oslo et termine deuxième du slalom de Rossland. À la fin de la saison 1967-1968, elle est cinquième du classement général de la Coupe du monde et deuxième du classement du slalom géant. Son meilleur résultat de la saison 1968-1969 de Coupe du monde est une quatrième place obtenue lors du slalom géant de Vipiteno. Elle compte un total de sept podiums et dix-huit top 10 en Coupe du monde. Elle remporte également sept titres de championne de Suisse dont trois en 1968,,.
Mariée en 1968, Fernande Bochatay arrête sa carrière en 1969 à l'âge de 23 ans. Elle a le premier de ses trois enfants en 1970,.
Elle est la tante du skieur de vitesse Nicolas Bochatay.

## Palmarès

### Jeux olympiques
| Épreuve / Édition | Descente | Géant   | Slalom       |
| JO 1964 Innsbruck | 6e       | Abandon | Abandon      |
| JO 1968 Grenoble  | 7e       | Bronze  | Disqualifiée |

### Championnats du monde
| Épreuve / Édition      | Descente | Géant   | Slalom       | Combiné      |
| JO 1964 Innsbruck      | 6e       | Abandon | Abandon      | —            |
| Mondiaux 1966 Portillo | 14e      | —       | 16e          | —            |
| JO 1968 Grenoble       | 7e       | Bronze  | Disqualifiée | Disqualifiée |

### Coupe du monde
- Meilleur résultat au classement général : 5e en 1968
- 7 podiums dont 3 victoires : 2 géants et 1 slalom

#### Classements
| Année/Classement | Année/Classement | Général | Général | Descente | Descente | Slalom géant | Slalom géant | Slalom | Slalom |
| Année/Classement | Année/Classement | Rang    | Points  | Rang     | Points   | Rang         | Points       | Rang   | Points |
| ---------------- | ---------------- | ------- | ------- | -------- | -------- | ------------ | ------------ | ------ | ------ |
| 1967             | 1967             | 11e     | 39      | —        | —        |              | 11e          | 19 10e | 20     |
| 1968             | 1968             | 5e      | 126     | 14e      | 10       | 2e           | 65           | 6e     | 51     |
| 1969             | 1969             | 16e     | 31      | —        | —        | 13e          | 19           | 13e    | 12     |

#### Détail des victoires
| Date            | Lieu          | Pays      | Discipline   |
| --------------- | ------------- | --------- | ------------ |
| 5 janvier 1968  | Oberstaufen   | Allemagne | Slalom géant |
| 25 janvier 1968 | Saint-Gervais | France    | Slalom       |
| 24 février 1968 | Oslo          | Norvège   | Slalom géant |

### Arlberg-Kandahar
- Meilleur résultat à l'Arlberg-Kandahar : 4e place dans le slalom 1965 à Sankt Anton